# Fernando Aiuti
Fernando Aiuti (Urbino, 8 giugno 1935 – Roma, 9 gennaio 2019) è stato un immunologo e politico italiano, fondatore dell'Anlaids (Associazione Nazionale per la lotta contro l'AIDS) di cui fu anche presidente onorario.

## Biografia
Si laureò in Medicina e chirurgia nel 1961 a Roma all'Università La Sapienza.
Il 2 dicembre 1991, in risposta all'articolo di un quotidiano che riportava la falsa teoria che l'HIV si potesse trasmettere con un bacio, decise, di comune accordo con l'interessata, di baciare la propria paziente sieropositiva venticinquenne Rosaria Iardino durante un congresso alla fiera campionaria di Cagliari. Un reporter fotografò la scena, e l'immagine fece il giro del mondo.
Eletto nel 2008 come capolista del PdL al Campidoglio, fu ricandidato nel 2013, sempre con Gianni Alemanno, ma questa volta non raccolse voti sufficienti.
In qualità di presidente della commissione Politiche sanitarie del Comune di Roma (2008 - 2013), si espresse contro la chiusura dell'Ospedale di San Giacomo degli Incurabili.
Già docente universitario presso l'Università La Sapienza, nel 2010 fu nominato professore emerito dal suo Ateneo.
Aiuti è deceduto il 9 gennaio 2019, all'età di 83 anni, cadendo nella tromba delle scale al Policlinico Gemelli di Roma, dove era ricoverato per una cardiopatia ischemica.

## Vicende giudiziarie
Nel 2007, mentre dirigeva uno dei centri coinvolti nella sperimentazione del cosiddetto vaccino italiano contro l'AIDS, denunciò irregolarità nella ricerca. La responsabile Barbara Ensoli, sostenuta legalmente dall'ISS, querelò Aiuti, chiedendo anche un risarcimento di 2,5 milioni di euro. Solo a fine 2012 Aiuti vinse la causa.

## Documentari
- Più o meno - Il sesso confuso: racconti di mondi nell'era AIDS (2010)